# Charles Borromel
Charles Borromel (Dundee, 28 gennaio 1933 – Glasgow, 12 dicembre 2007) è stato un attore inglese.

## Biografia
Charles Borromel (conosciuto anche con lo pseudonimo di Carlo Borromeo) comincia a lavorare come attore in Italia giovanissimo. Agli inizi della sua carriera prende parte al film peplum Zorro il ribelle del 1966.

## Filmografia parziale
- Giuseppe venduto dai fratelli, regia di Irving Rapper (1960)
- L'ammutinamento, regia di Silvio Amadio (1961)
- Ponzio Pilato, regia di Gian Paolo Callegari e Irving Rapper (1962)
- Il gladiatore di Roma, regia di Mario Costa (1962)
- L'ultimo gladiatore, regia di Umberto Lenzi (1964)
- Zorro il ribelle, regia di Piero Pierotti (1966)
- Waterloo, regia di Sergej Fëdorovič Bondarčuk (1970)
- Cartesius, regia di Roberto Rossellini (1973)
- Anno uno, regia di Roberto Rossellini (1974)
- I quattro dell'apocalisse, regia di Lucio Fulci (1975)
- Scorticateli vivi regia di Mario Siciliano (1978)
- Rosso sangue, regia di Joe D'Amato (1981)
- Caligola - La storia mai raccontata, regia di David Hills (1982)
- Ladyhawke, regia di Richard Donner (1985)
- Missione finale, regia di Ferdinando Baldi (1988)
- Sei delitti per padre Brown, regia di Vittorio De Sisti - miniserie TV (1988)
- La casa delle anime erranti, regia di Umberto Lenzi (1989)
- La puttana del re (La Putain du roi), regia di Alex Corti (1990)

## Doppiatori italiani
- Nando Gazzolo in Ponzio Pilato, Il gladiatore di Roma, L'ultimo gladiatore
- Gianfranco Bellini in Giuseppe venduto dai fratelli, L'ammutinamento
- Gigi Pirarba in Rosso sangue
- Ferruccio Amendola in Sette volte sette
- Sergio Tedesco in  Zorro il ribelle